# Clyde Auditorium
Het Clyde Auditorium is een concert- en evenementenhal in de Schotse stad Glasgow. Het is een beeldbepalend gebouw aan de oever van de rivier Clyde, en een symbool voor het moderne Glasgow.
Het gebouw, dat ontworpen is door Norman Foster als uitbreiding van het naastgelegen Scottish Exhibition and Conference Centre, werd in 1997 geopend. Vanwege het uiterlijk kreeg het gebouw van de inwoners van Glasgow prompt de bijnaam armadillo, wat gordeldier betekent. Het uiterlijk wordt ook wel vergeleken met het Sydney Opera House, alhoewel de architect dit niet heeft beoogd. Het ontwerp verbeeldt een reeks in elkaar passende scheepsrompen.